# NGC 2832
NGC 2832 é uma galáxia elíptica (E2) localizada na direcção da constelação de Lynx. Possui uma declinação de +33° 44' 59" e uma ascensão recta de 9 horas, 19 minutos e 46,8 segundos.
A galáxia NGC 2832 foi descoberta em 13 de Março de 1850 por William Parsons.